# Гуаньчэн-Хуэйский район
Гуаньчэ́н-Хуэ́йский райо́н (кит. упр. 管城回族区, пиньинь Guǎnchéng huízú qū) — район городского подчинения городского округа Чжэнчжоу провинции Хэнань (КНР). Название «Гуаньчэн» означает «город Гуань» и связано с существовавшим в этих местах в древние времена царством Гуань; слово «хуэйский» связано с тем, что в этих местах компактно проживают представители национальности хуэйцзу (23.600 человек согласно переписи 2007 года).

## История
С 1913 года эти места входили в состав уезда Чжэнсянь (郑县). В 1948 году было произведено разграничение: урбанизированная территория уезда была выделена в город Чжэнчжоу, а в составе уезда осталась только сельская местность. Территория города была разделена на четыре района. В 1953 году был дополнительно создан Хуэйский автономный район (回族自治区). В 1955 году Район № 1 был переименован в район Лунхай (陇海区) в честь Лунхайской железной дороги. В 1956 году Хуэйский автономный район был переименован в Цзиньшуй-Хуэйский автономный район (金水回族区) в честь реки Цзиньшуйхэ. В 1958 году Цзиньшуй-Хуэйский автономный район и район Лунхай были объединены в район Гуаньчэн (管城区). В 1966 году район Гуаньчэн был переименован в Сянъян (向阳区). В 1981 году район Сянъян был переименован в Сянъян-Хуэйский район (向阳回族区). В 1983 году Сянъян-Хуэйский район был переименован в Гуаньчэн-Хуэйский район.

## Административное деление
Район делится на 9 уличных комитетов, 1 посёлок и 2 волости.